# Hsin-Huei Huang
Hsin-Huei Huang (* 1977 in Taipeh, Taiwan) ist eine taiwanische Pianistin.

## Leben
Huang erhielt ersten Klavierunterricht mit fünf Jahren und besuchte Eliteschulen für Musik in Taipeh, wo sie eine  musikalische Ausbildung bekam und widmete sich neben dem Klavier auch dem Cellospiel. Mit elf Jahren erfolgte ihr erster Auftritt in Ludwig van Beethovens erstem Klavierkonzert. 1997 kam sie nach Europa und studierte Klavier in der Meisterklasse von Hans Leygraf in Salzburg sowie bei Thomas Duis und Ayami Ikeba in Graz. Hsin-Huei Huang lebt als freischaffende Pianistin in Wien.

## Auftritte
Huang konzertiert als Solistin und Kammermusikerin. Zu ihren Kammermusikpartnern gehören das Arditti Quartett, das Stadler Quartett und das Tetras Quartett von dem Ensemble Klangforum Wien. Teil ihrer solistische Arbeit ist die Entwicklung  spartenübergreifender Projekte mit  Klavierliteratur („Piano aus dem Lot“ mit der Licht-Raum Künstlerin Claudia Doderer, „Ton, Wort / Klang, Laut“ mit dem Literat Ferdinand Schmatz). Hsin-Huei Huang gastierte u. a. bei den Festivals Darmstadt Ferienkurse, Salzburg Biennale, Wien Modern, Ultraschall Berlin, Biennale Zagreb und in den Konzerthäusern Musikverein Wien, Wiener Konzerthaus und Mozarteum Salzburg, 
Neben  Rundfunkmitschnitten, u. a.  beim ORF, SWR und RAI nahm sie die ihr gewidmete Komposition „Peter Parker“ für Klavier solo von Bernhard Gander im Herbst 2007 bei KAIROS auf sowie 2010 Beat Furrers Klavierquintett „spur“ bei der Salzburg Biennale beim Label NEOS (Pasticciopreis, ORF Ö1). Zusammenarbeit mit den Ensembles Klangforum Wien und Opera nova Zürich erfolgte bei den Salzburger Festspielen, Zürcher Festspiele, Wiener Festwochen, Münchner Biennale, Wittener Tage für neue Kammermusik, in den Kölner Philharmonie, Berliner Philharmonie, Casa da Musica Porto und Opéra Bastille Paris; mit den Orchestern Wiener Philharmonikern (unter Ingo Metzmacher und Kent Nagano), dem Orqueta Sinfonica de Radio Television Espanola, dem Berner Symphonie Orchester.    

## Auszeichnungen
- 2004: Kranichsteiner Musikpreis[3]